# Ćiril Kos
Ćiril Kos (Ribić Breg, 19. studenoga 1919. – Osijek, 6. srpnja 2003.) bio je prelat Katoličke Crkve i umirovljeni đakovački i srijemski biskup. Borio se protiv komunističke vlasti te je bio vrstan propovjednik.

## Životopis
Ćiril Kos je za svećenika bio zaređen 1944. u Đakovu. Komunističke vlasti uhitile su ga i osudile. Osudile su ga na montiranom procesu svećenicima i bogoslovima iz đakovačke Bogoslovije u Osijeku 1959. – 1960. Tad su bili osuđeni Anto Bajić, Hrvoje Gašo, Ivan Kopić, Ćiril Kos, Ivan Mršo, Zvonko Petrović, Boško Radielović i Petar Šokčević. Zatvorsku kaznu izdržavao je u Osijeku i Staroj Gradiški od listopada 1959. do travnja 1962. Đakovačko-srijemskim biskupom imenovan je 6. veljače 1974. i u toj službi ostaje sve do 6. veljače 1997. kad je novim biskupom imenovan msgr. Marin Srakić.

## Vanjske poveznice
- Najbolje u Hrvatskoj.info – Ćiril Kos  Arhivirana inačica izvorne stranice od 2. travnja 2015. (Wayback Machine)
- Danas.hr – Pokopan biskup Ćiril Kos  Arhivirana inačica izvorne stranice od 2. travnja 2015. (Wayback Machine)